# Betty gagne les 100 000 francs
Betty gagne les 100 000 francs (titre original néerlandais : Bet trekt de 100.000) est un film belge muet réalisé par André Boesnach et sorti en 1926.

## Distribution
- Adrienne Solser : Bet Mager
- André Boesnach : Piet
- Henk Livermore : Cobus Langoor
- Charles Braakensiek : l'Algérien
- Mary Smit
- Henry Bernard
- Betty van Es